# Раймунд III Понс
Раймунд III Понс (*Raymond Pons, бл. 900 — 950) — граф Тулузи у 924—942 роках.

## Життєпис
Походив з династії Руерг (Раймундідів). Син Раймунда II, графа Тулузи, та Гвінідільди Барселонської. Про молоді роки нічого невідомо.
Замолоду брав участь у походах батька. У 924 році після смерті останнього успадкував графство Тулузьке. Того ж року завдав поразки угорцям, що намагалися вдертися до Провансу. Слідом за цим встановив зверхність над Каркассоном, але вступив у конфлікт з Нарбонською архієпархією. В подальшому підтримував короля Карла III Простакуватого. Лише у 932 році визнав зверхність короля Рауля I.
У 936 році заснував монастир в Шантеж. 937 році завдав поразки новому вторгненню угорців. У 940 році приєднав до своїх володінь графство Овернське та герцогство Аквітанське. Проте невдовзі змушений був захищати володіння від Райнульфа II, графа Пуатевінського.
У 944 році до Аквітанії прибув король Людовик IV, який підтвердив володіння Раймондом Понсом герцогства Аквітанії та графства Оверні. Але боротьба за ці володіння з графом Пуатьє тривала до самої смерті Раймонда III Понса. Помер у 950 році. Йому спадкував син Раймунд, а герцогство Аквітанське дісталося двоюрідному брату Раймунду II, графу Руерга.

## Родина
Дружина — Герсенда, донька Гарсії II, герцога Гасконії
Діти:
- Раймунд (944—961), граф Тулузи
- Летгарда (945—978)